# Glaucidium gnoma
Glaucidium gnoma là một loài chim trong họ Strigidae.

## Hình ảnh

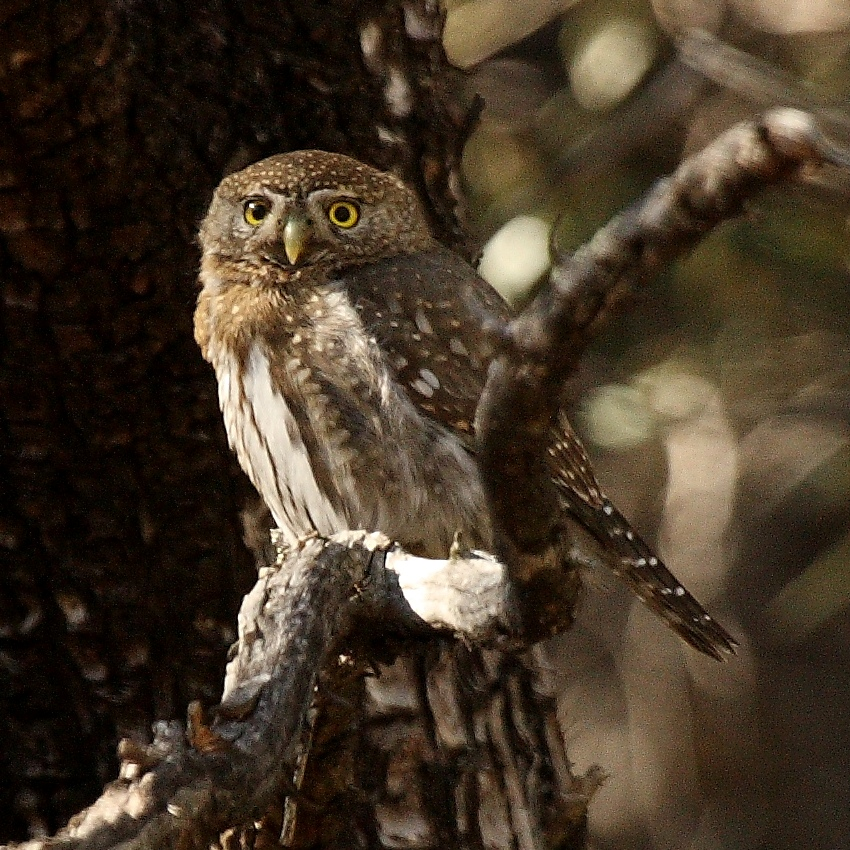
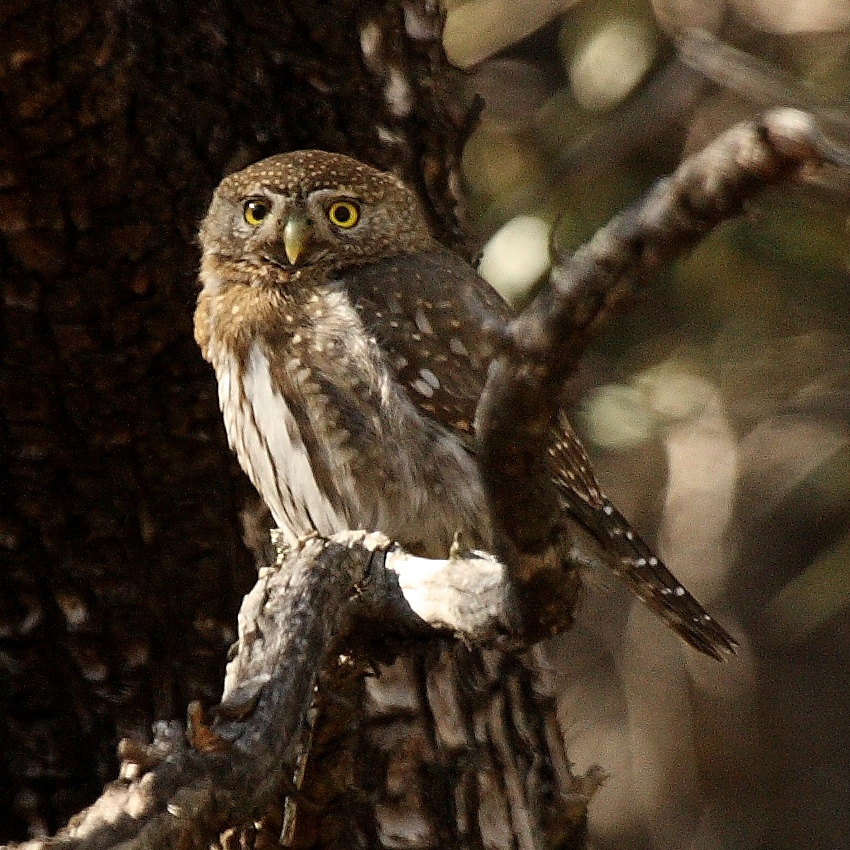